# دوستين كوريا
دوستين كوريا (21 مارس 1992 بلوس أنجلوس في الولايات المتحدة - ) هو لاعب كرة قدم سلفادوري وأمريكي في مركز الوسط. شارك مع منتخب الولايات المتحدة تحت 17 سنة لكرة القدم ومنتخب السلفادور تحت 20 سنة لكرة القدم ومنتخب السلفادور تحت 23 سنة لكرة القدم ومنتخب السلفادور لكرة القدم. أما مع النوادي، فقد لعب مع Skive IK ‏ ونادي ادمونتون وأتلتيكو مارته ‏ ونادي سانتانيكوس أسوشيتد وJammerbugt FC ‏ ونادي جونكوبينغ سودرا ‏.

## وصلات خارجية
- دوستين كوريا على موقع قاعدة بيانات كرة القدم.إي يو (الإنجليزية)
- دوستين كوريا على موقع ناشيونال فوتبول تيمز (الإنجليزية)
- دوستين كوريا على موقع Soccerway.com (الإنجليزية)